# Tranqui y Tronco
Tranqui y Tronco es el título de una historieta de Joan March. Tranqui y Tronco son dos jóvenes roqueros que buscan una oportunidad en el mundo de la música alternativa. Inspirada la serie en la movida madrileña de los años 1980, Tranqui y Tronco viven en un piso de alquiler, y hacen lo que les busca el dependiente de una empresa de trabajo temporal.
Nunca se llegó a editar un álbum completo de Tranqui y Tronco. Sus aventuras se publicaban en la revista semanal Super Mortadelo, junto a El Mini Rey y Ambrosio Carabino.

## Personajes
- Tranqui es alto y delgado, toca la guitarra eléctrica y se ve influido por la manera de pensar de Tronco y sus ideas.

- Tronco es pequeñito y con gafas, y está con Tranqui viviendo de alquiler.

## Trayectoria editorial
Revista Mortadelo Ed. B 3ª época (1987-1991)
- 001  La moto
- 012  La olla
- 013. ...Y no hacia nada
- 015. Un grupo de "rockeros" (3 páginas)
- 016. El teleborrego (3 páginas)
- 017. El robo más bobo (3 páginas)
- 018. Los "baciles" de Tronco (3 páginas)
- 019. El antirrobo (3 páginas)
- 020. ¡Qué nariz!  (3 páginas)
- 029. la sirena
- 034. El tufillo
- 035. La escayola